# Duo Luo Tian Shi
Duo Luo Tian Shi (堕落 天使, Duòluò Tiānshǐ; no Brasil: Anjos Caídos) é um filme hong-konguês de 1995, dirigido por Wong Kar-Wai e estrelado por Leon Lai, Takeshi Kaneshiro e Charlie Yeung. Seu argumento seria o terceiro episódio, não-filmado, de Chung Hing Sam Lam (Amores Expressos), mas acabou sendo lançado como um filme à parte.
Estreou no Brasil em 15 de novembro de 1996.

## Sinopse
O filme tem duas histórias. Uma sobre um matador profissional, que quer se aposentar, e sua agente deste, com quem sempre fez os acordos por telefone e adquire uma crescente obsessão pelo parceiro. Outra é sobre um antigo agente da polícia que ficou mudo e se tornou um delinquente vivendo de bicos ilegais à noite e convive com os últimos dias de vida do pai.

## Premiação
- 1995 - Festival Cavalo de Ouro de Taiwan (Melhor Canção Original e Melhor Design de Produção)
- 1996 - Festival de Cinema de Hong Kong (Melhor Atriz Coadjuvante, Melhor Fotografia e Melhor Trilha Sonora Original)